# 印太江豚
印太江豚（学名：Neophocaena phocaenoides）也称宽脊江豚、宽脊鼠海豚、露脊鼠海豚，一种广泛分布于印度洋北部和太平洋西部沿岸海域的一种海洋哺乳动物，原与长江江豚（Neophocaena asiaeorientalis，也称窄脊江豚）和东亚江豚（Neophocaena sunameri）一起归属于鼠海豚科江豚属下唯一一种，统称为江豚或露脊鼠海豚（Neophocaena phocaenoides），本种为指名亚种（N. p. phocaenoides），现一般划分为三个独立物种。

## 形态特征
印太江豚体长约2米左右，体色暗灰色或接近黑色。头部钝圆无喙。无背鳍。体背中央的背脊自体后部的背面中央向后延伸到尾柄背面。体背前部有疣粒10～14纵列，宽48～120毫米，分布稀疏。背脊高度和疣粒数目是与长江江豚和东亚江豚区别的主要特征。